# São Valentim (distrito de Santa Maria)
São Valentim es un distrito del municipio de Santa Maria, en el estado brasileño del Río Grande del Sur. Está situado en la parte oeste de Santa Maria. El asiento del distrito se encuentra a 12 km del Centro de Santa Maria.
El distrito de São Valentim posee un área de 133,38 km² que equivale al 7,44% del municipio de Santa María que es 1791,65 km².

## Historia
São Valentim nació en 1997 por la separación de distrito de Boca do Monte, debido a factores geográficos y voluntad de los habitantes.

## Límites
Los límites del distrito con los distritos de Boca do Monte, Pains, Santa Flora y Sede, y con el municipio de Dilermando de Aguiar.

## Barrios
El distrito de São Valentim comprende el siguiente barrio:
- São Valentim

## Carreteras y ferrocarriles
- En el distrito no cuenta con ferrocarril;
- El distrito cuenta con las siguientes carreteras:
  - BR-158: en la parte noroeste del distrito, el corte del distrito en un tramo y en el límite con el distrito de Boca do Monte.